# NBSスーパータイム NEWS&SPORTS
『NBSスーパータイム NEWS&SPORTS』（エヌビーエススーパータイム ニュースアンドスポーツ）は、1990年4月2日から1997年3月30日まで長野放送で夕方に生放送されていた長野県向けのローカルワイドニュース番組である。
なお、タイトルロゴでは『FNN NBSスーパータイム NEWS&SPORTS』と表記されているが、実際には通称の「NBSスーパータイム」が一般的に定着していた。

## 概要
当時フジテレビ発の夕方の全国ニュースは『FNNスーパータイム』と題して放送されていたが、FNNでこれに合わせたタイトルのローカルニュースを放送している局は少なく、NBSも系列他局と同様にそれを独自のタイトルに差し替えて放送していた。『FNNスーパータイム』開始からおよそ5年半の間は、もともとNBSが夕方に放送していたローカルニュース『NBSイブニング630』の流れから『NBSイブニング6:00』というタイトルで放送していたが、その後、系列他局が相次いで独自のタイトルから『FNNスーパータイム』に合わせていった流れを受け、NBSもローカルニュースのタイトルをこの『NBSスーパータイム NEWS&SPORTS』へ改めた。
天気予報については、当時夕方のローカルニュースでは在長局で唯一日本気象協会から日替わりで職員を招いて伝えていた時期もあったが、途中で廃止された。以来、NBSは現在放送中の『NBSみんなのニュース』に至るまで、自社製作のローカルニュースに天気予報担当のキャスターを設けていない。
また、平日の天気予報コーナーにおいては、途中からヤンマーがスポンサーの「ヤン坊マー坊天気予報」として放送されるようになり、こちらは『NBSスーパーニュース』まで継続した。ただし、その当時はテレビ信州 (TSB) においても「ヤン坊マー坊天気予報」が放送されていたので、両局がブッキングする状況が長年にわたって続いた。
番組開始5分前には、県内ニュースのヘッドラインを伝える予告編『スーパータイム5分前』というのがあった。

## キャスター
- 林勇
- 岩本美智子
- 早川英治

ほか

## 放送時間
- 月曜日 - 金曜日 18:00 - 19:00
- 土曜日 18:00 - 18:30
- 日曜日 17:30 - 18:00

| 長野放送 月曜 - 土曜18時のNBSニュース | 長野放送 月曜 - 土曜18時のNBSニュース | 長野放送 月曜 - 土曜18時のNBSニュース |
| 前番組                                | 番組名                                | 次番組                                |
| ------------------------------------- | ------------------------------------- | ------------------------------------- |
| FNN NBSイブニング6:00                 | FNN NBSスーパータイム NEWS&SPORTS     | FNN NBSザ・ヒューマン                 |
| 長野放送 日曜17時台後半のNBSニュース  |                                       |                                       |
| FNN NBSイブニング5:30                 | FNN NBSスーパータイム NEWS&SPORTS     | FNN NBSザ・ヒューマン                 |